# Péninsule de Kowloon
La péninsule de Kowloon (chinois : 九龍半島) est une péninsule qui forme la partie sud de la partie continentale de la région administrative spéciale de Hong Kong, dans le sud-est de la Chine. Avec New Kowloon, ils sont collectivement connus sous le nom de Kowloon.
L'établissement The Peninsula Hong Kong, propriété de la chaîne hôtelière The Peninsula Hotels, prend son nom de son emplacement dans cette péninsule.